# 星砂の島、私の島
『星砂の島 私の島〜アイランド・ドリーミン〜』（ほしずなのしま わたしのしま アイランド・ドリーミン）は日本で2004年に公開された映画である。離島に赴任してきた臨時体育教員の成長を描いた。ロケ地は竹富島であり、地元住民協力の下で撮影が行われた。モーニング娘。の6期メンバーである、亀井、道重、田中の3人が加入直後（先輩メンバーとの合流前）に出演した作品でもある。

## あらすじ
怪我によってオリンピック出場の夢を断たれ何事にも投げやりになっていた主人公の北条早苗（演：大多月乃）が、体操の監督であった小山内（演：筧利夫）に石垣島での体育の臨時教員の仕事を紹介される。卒業を間近に控えているが就職が決まっていなかった早苗は南の島でのリゾート気分で即座に勤める事を決意するが、実際に採用されたのは石垣島から高速船で10分程の小さな島の竹富島であった。早苗は自分の思い描いていた島のイメージとは大きく違い落胆する事になる。

## キャスト
- 大多月乃（北条早苗）
- 津田寛治（前田先生）
- 櫻井淳子（北条美由紀）
- 勝野洋（北条重敏）
- 亀井絵里（豊見丸美紀子、通称：マルミ）
- 田中れいな（北条良枝）
- 道重さゆみ（渡久地里）
- 横山可奈子（宮村真紀）
- 塩屋俊（地区長･金城）
- 麻宮美果（森野多恵）
- 榊英雄（森野雄太）
- 堀江慶（橘春男）
- BEGIN･比嘉栄昇/島袋優/上地等（島の妖精）
- 筧利夫（小山内）
- 谷啓（米蔵）
- 三船美佳
- 山田幸伸
- 畑中映里佳

## 備考
- 主題歌「ユガフ島」BEGIN